# Schizomitrium cirrhosum
Schizomitrium cirrhosum är en bladmossart som beskrevs av William Russell Buck 1987. Schizomitrium cirrhosum ingår i släktet Schizomitrium och familjen Hookeriaceae. Inga underarter finns listade i Catalogue of Life.